# Drosera acaulis
Drosera acaulis ist eine in Südafrika heimische fleischfressende Pflanze aus der Gattung Sonnentau (Drosera). 

## Beschreibung
Drosera acaulis sind kleine, krautige Pflanzen mit bodenständigen Rosetten und ein bis zwei dünnen Wurzeln. 
Die rund acht Blätter sind ungestielt, nebenblattlos, schmal spatelförmig und von etwas ungleicher Länge, rund 8 Millimeter lang und 2 Millimeter breit. Von den Fanghaaren abgesehen sind die Blätter gänzlich unbehaart.
Der Blütenstiel ist bis zu 2 Millimeter lang und drüsig behaart, an seinem Ende trägt er eine einzelne Blüte. Die Kelchblätter sind verwachsen, die einzelnen Lappen rund 3 Millimeter lang. Die Kronblätter sind umgekehrt-eiförmig, rot oder lila und haben eine Länge von bis zu 6 Millimetern.
Die Staubfäden sind zylindrisch, das Konnektiv ist nicht rhomboidal. Die Griffel sind vom Ansatz an gegabelt, die Narben an der Spitze fächrig-vielendig. 

## Verbreitung
Die Art findet sich in Südafrikas Kapregion ausschließlich im Gebiet Cederberg, Winterhoek, Skurweberg und Hexriver mountain in Höhenlagen von über 1.500 Metern an feuchten Standorten.

## Systematik
Sie wurde 1794 von Carl Peter Thunberg erstbeschrieben und wird in die Sektion Drosera der gleichnamigen Untergattung eingeordnet. Sie wurde gelegentlich als Varietät von Drosera pauciflora eingestuft.